# 泰國皇家空軍博物館

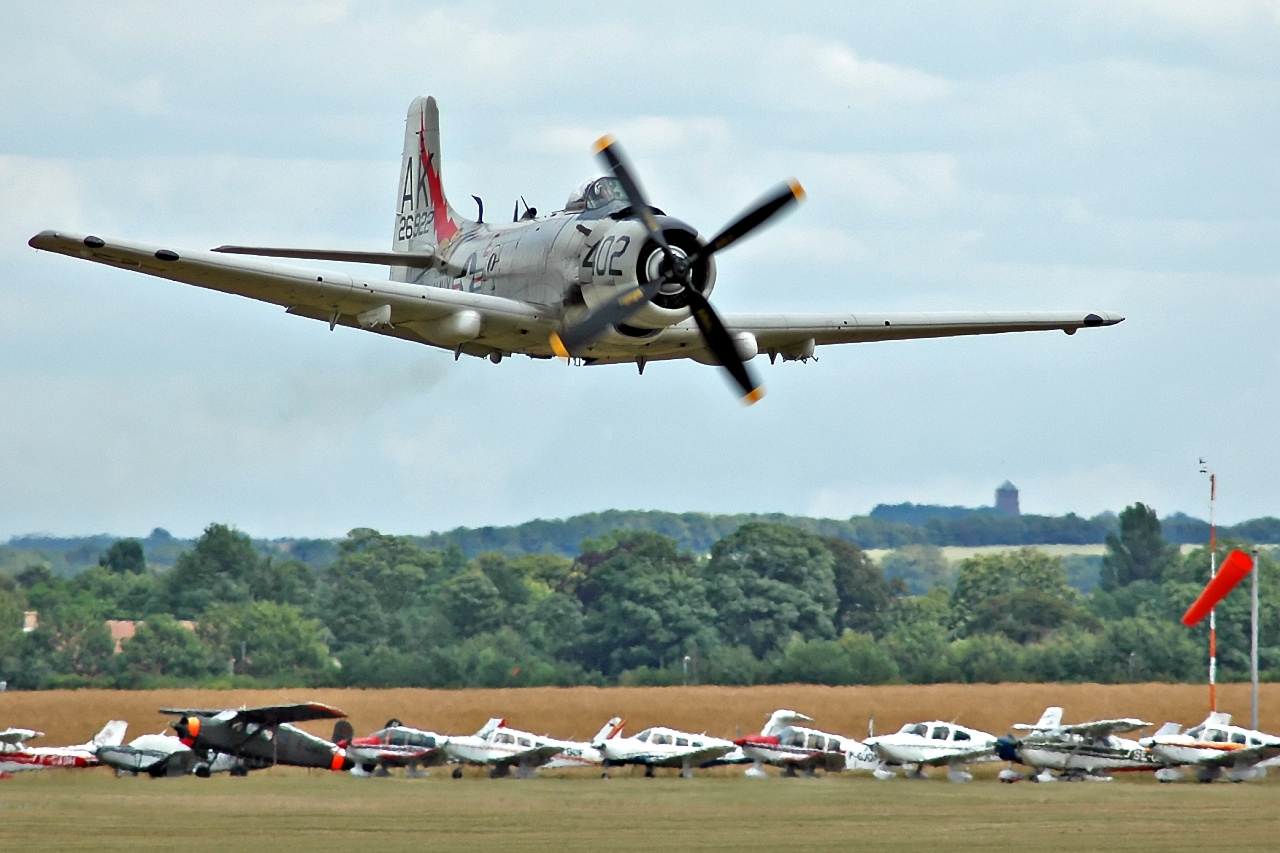
Douglas AD-4N Skyraider是該館的藏品之一

皇家泰國空軍博物館（英語：Royal Thai Air Force Museum）位於泰國首都曼谷廊曼縣拍鳳裕庭路171號、廊曼机场国内航站楼6区（wing）南侧。該館於1952年成立，目的為保存自暹羅發展航空工業已來的各種航空設備，以及泰國皇家空軍使用过的軍用飛機及物件。
博物包详细介绍了泰国在二战中扮演的角色。当日本帝国军队于1941年12月8日在泰国南部登陆，在几个小时发生了几次小的战斗后，泰国就停止与日本作战，并于1942年1月向英国和美国宣战，同时与日本结盟，直到1945年8月日本投降。博物馆中有一些图画表现了泰国战斗机截击美国的B-29、P-38和P-51。

## 鎮館之寶
- Model I (Corsair)：該戰鬥機為尚存在世的唯一機種；
- 日本生產的立川 九九式高等練習機：該單引擎飛機為尚存在世的兩架之一；[1]
- The Bomber Model II (Boripatr)：該飛機為第一架由暹羅人設計；由暹羅君主拉瑪七世命名。
- 柯蒂斯公司生产的BF2C Goshawks]一架，目前存世仅有三架。[2]

## 開放時間
非假日：上午8:30至下午4:30；假日關門。

## 公共交通
- 曼谷的第4路公共汽車；
- 泰國國家鐵路局，廊曼(Don Muang)火車站。

## 展示飞机

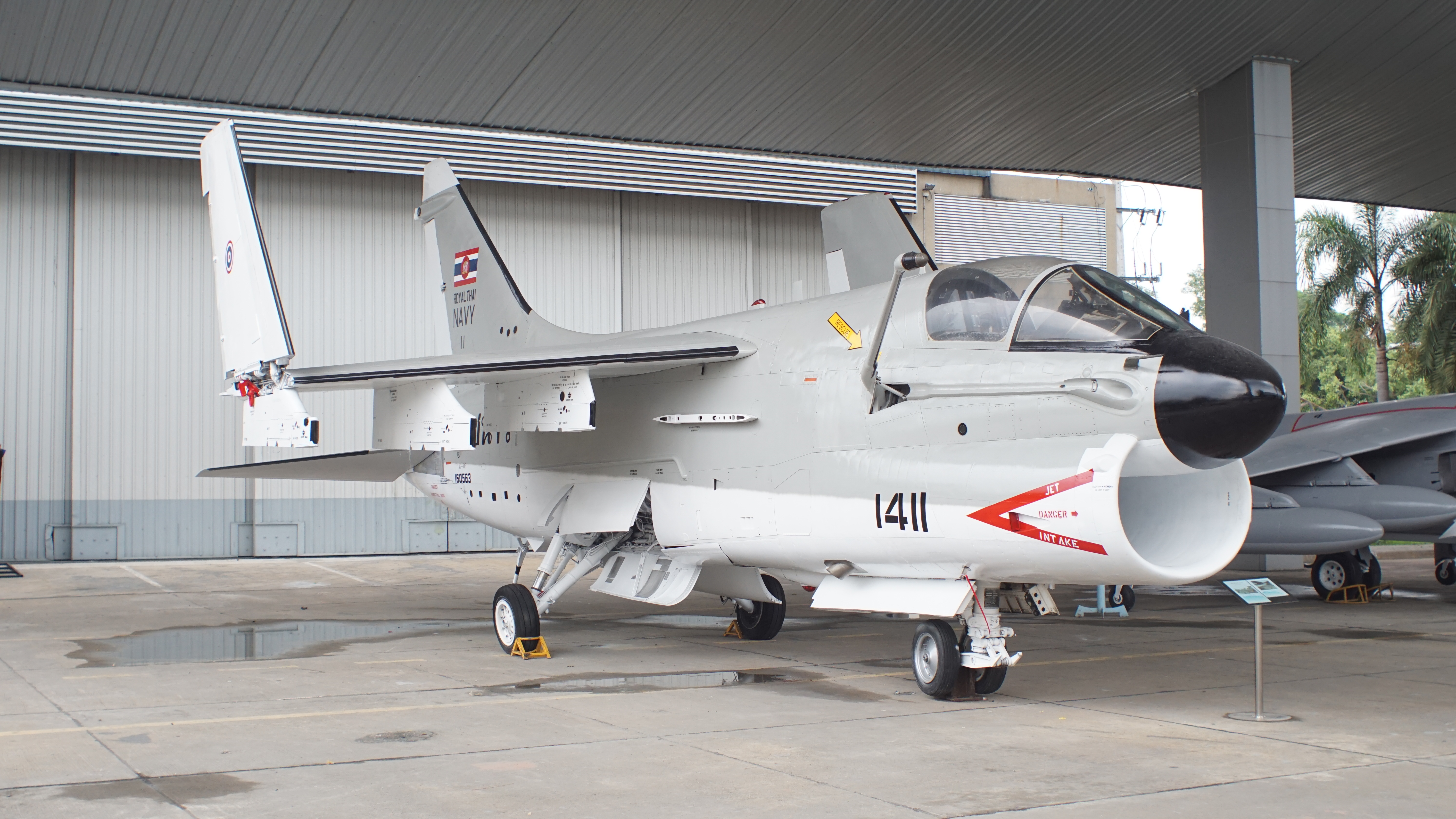
A-7海盜二式攻擊機

- Baribatra bomber type 2
- Beechcraft C-45 Expeditor
- Beechcraft Bonanza 35
- Bell 206B Jetranger
- Bell 212
- Bell 412
- Bell 412SP
- Bell 412EP
- H-13蘇族式直昇機
- Bell UH-1H Iroquois
- Breguet 14
- A-37蜻蜓式攻擊機
- Cessna O-1 Bird Dog
- T-37鳴鳥式教練機
- Chandra type 17 trainer
- 靃克三戰鬥機

目前存世仅一架
- SB2C俯冲轰炸机
- 霍克75N戰鬥機
- 德哈维兰虎蛾机
- De Havilland DHC-1 Chipmunk
- A-1天襲者攻擊機

此型飞机从未在皇家泰国空军服役过，推测为在1975年南越解體後飞来泰国的南越空军飞机
- Douglas C-47
- Fairchild C-123B Provider
- Fairey Firefly I
- F8F熊貓式戰鬥機
- Grumman Widgeon G-44A
- Helio Courier U-10B
- Hiller UH-12B Raven
- Kaman HH-43B Huskie
- 川崎KH-4直昇機
- Lockheed RT-33
- 九七式戰鬥機
- F-86F戰鬥機
- F-86D戰鬥機
- F-5A自由鬥士戰鬥機
- F-5E虎式戰鬥機
- Pazmany PL-2
- L-4草蜢式聯絡機
- Republic F-84 Thunderjet G model
- Rockwell OV-10 Bronco C model
- RTAF-5

a bizarre reverse engineering of an OV-10 Bronco to produce a pusher-propeller trainer and FAC aircraft
- Sikorsky H-5A model
- Sikorsky H-19A Chickasaw
- Sikorsky H-34 Choctaw
- Sikorsky S-58T
- L-5哨兵式聯絡機
- 噴火14型戰鬥機
- T-6德州佬式教練機
- 九九式高等練習機

存世二架中的一架
- O2U海盜式偵察機

世上仅存的一架
- Westland S-51 Dragonfly
- A-7海盜二式攻擊機
- AV-8S戰鬥機

### 圖片

Tachikawa Ki-36
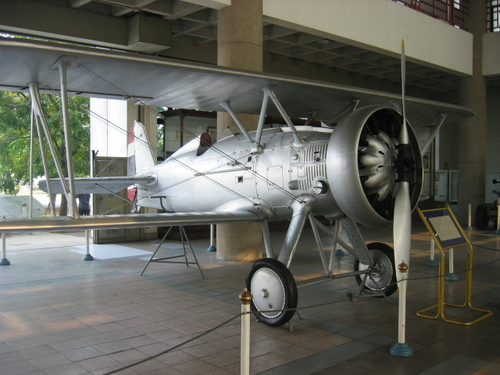
Boeing Model 100E
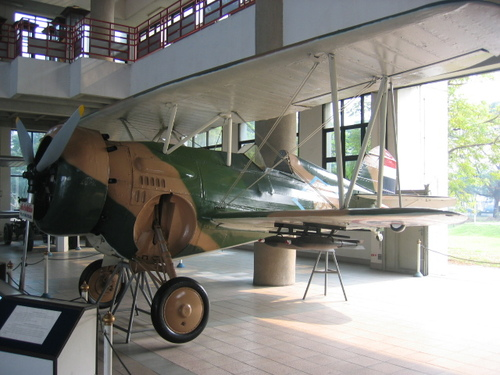
霍克三戰鬥機
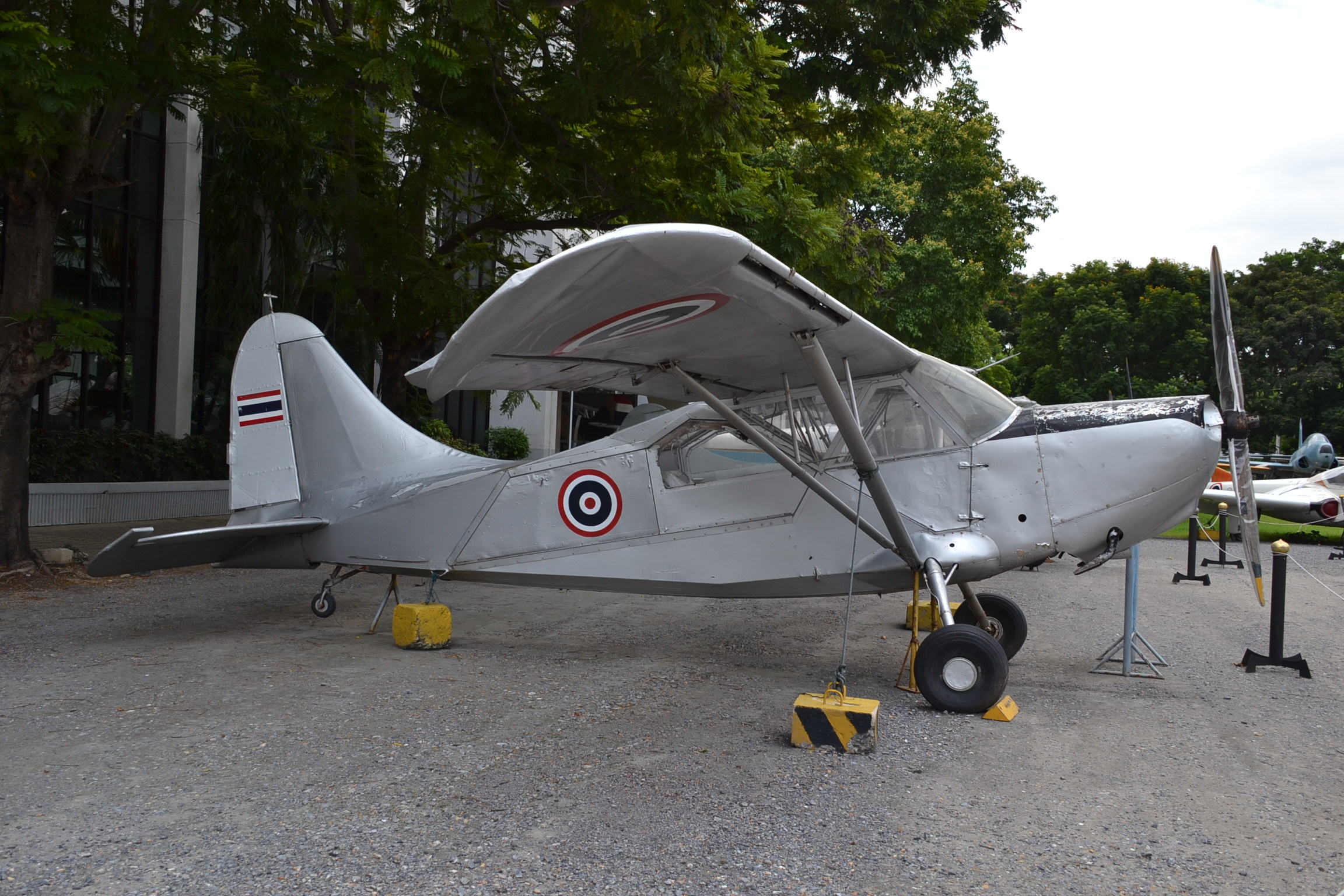
L-5哨兵式聯絡機
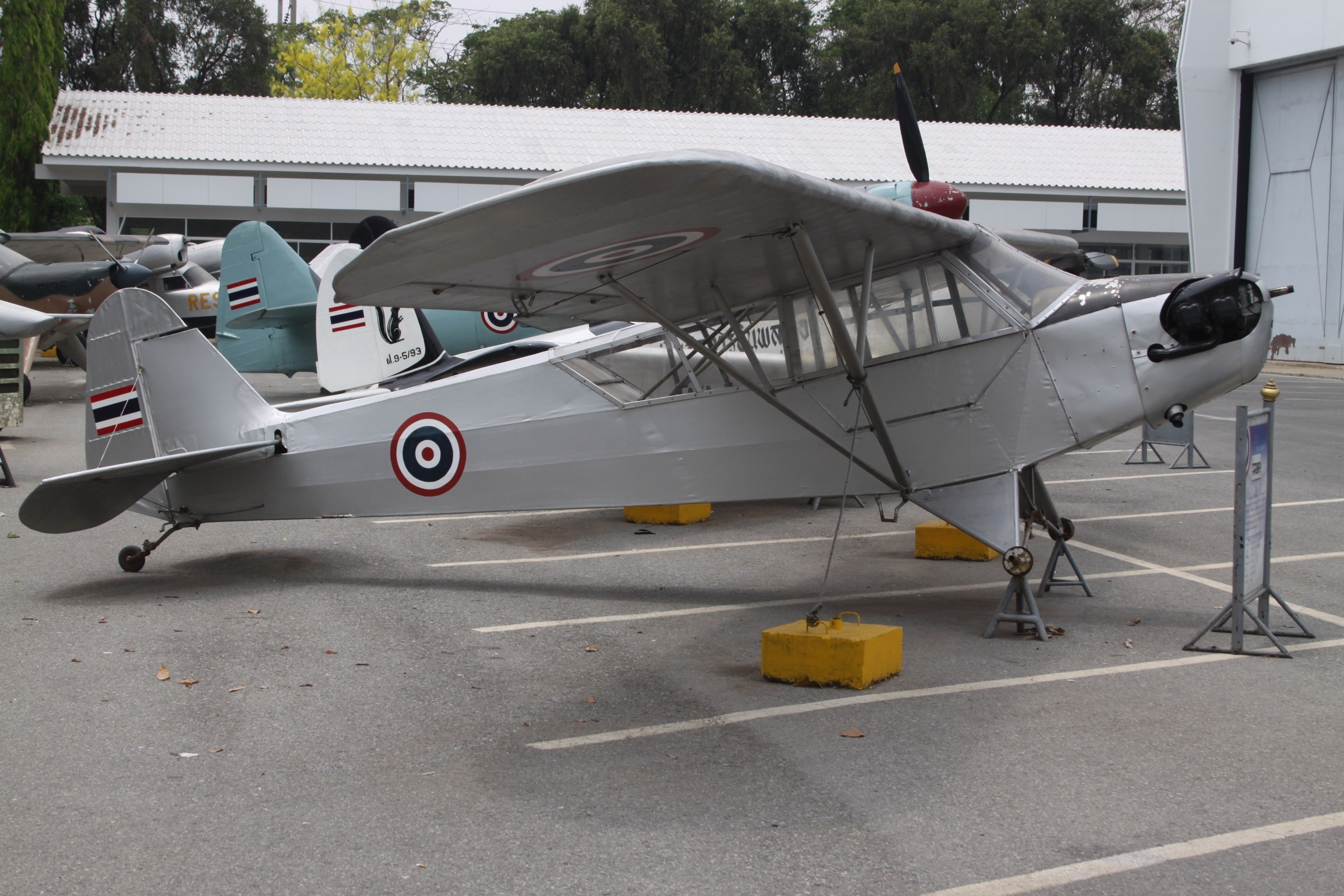
L-4草蜢式聯絡機

## 外部連結
- 皇家泰國空軍博物館的官方網站

13°55′11″N 100°37′20″E / 13.919832°N 100.622256°E